# Weißkopf-Wasseramsel
Die Weißkopf-Wasseramsel (Cinclus leucocephalus) ist eine Vogelart der Gattung der Wasseramseln (Cinclus) aus der Familie Cinclidae. Sie ist wesentlich kleiner als die paläarktischen Arten dieser Familie. Sie kommt in den Anden von Venezuela bis Bolivien vor. Sie ist ein Standvogel.
Wie alle Vertreter der Cinclidae ist auch diese Art eng an das Leben entlang schnellfließender, sauerstoffreicher Gewässer gebunden, wo sie sich vor allem von aquatisch lebenden Wirbellosen ernährt. Wahrscheinlich taucht diese Art nicht. Es werden drei Unterarten beschrieben. Die IUCN stuft den Bestand der Art als nicht gefährdet ein.

## Beschreibung

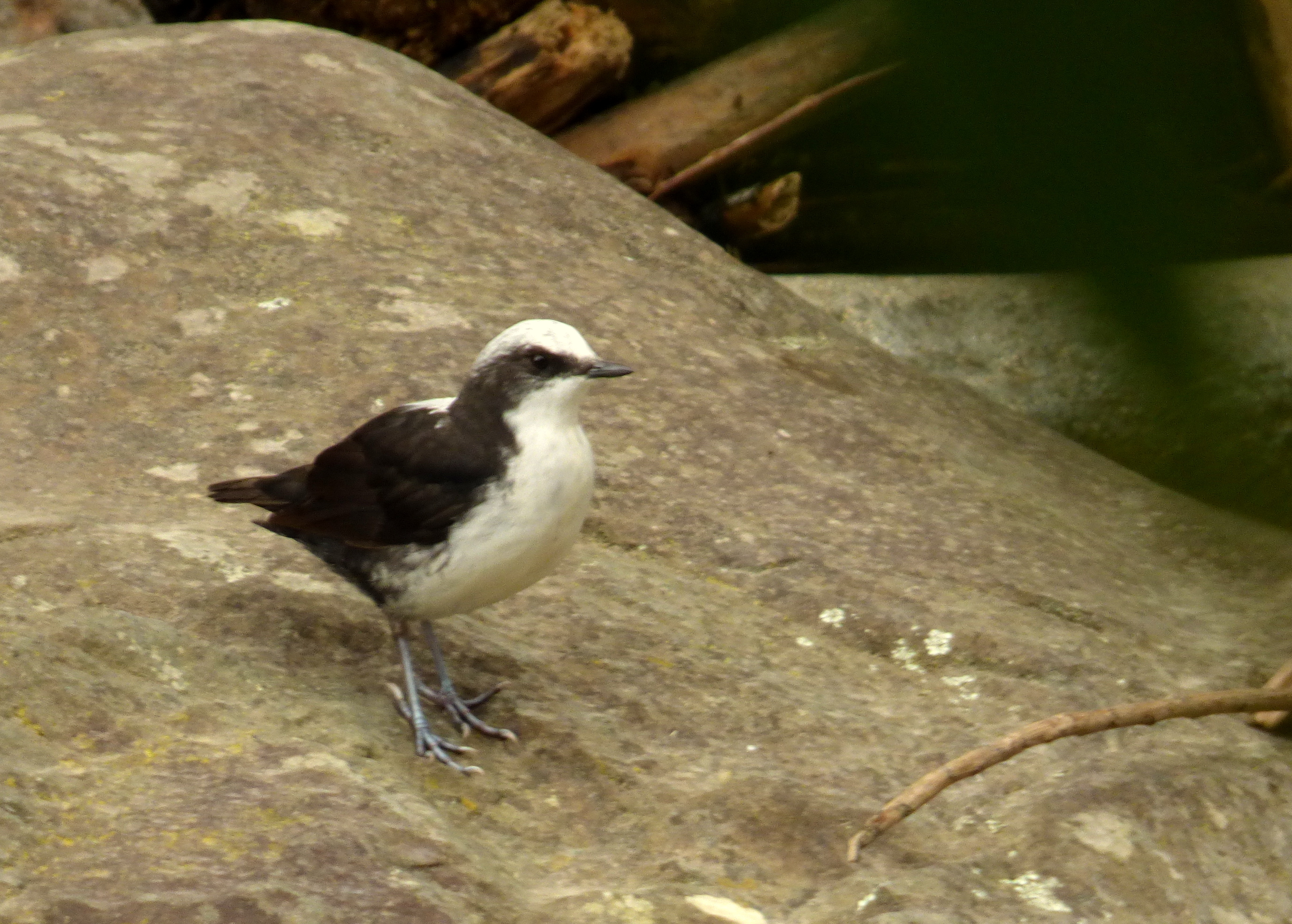
Weißkopf-Wasseramsel

Mit etwa 15 Zentimetern Körperlänge erreicht die Weißkopf-Wasseramsel etwa die Größe eines Grünfinks. Sie hat aber die typische Wasseramselgestalt mit einem großen, wenig vom Rumpf abgesetzten Kopf, rundlichem Körper, einem sehr kurzen, oft gestelzten Schwanz und relativ langen Beinen.
Weißkopf-Wasseramseln sind in ihrer Färbung recht variabel, vor allem die Ausdehnung der weißen Gefiederanteile ist sehr unterschiedlich. Generell sind Scheitel und Nacken, gelegentlich auch Teile des Rückens weiß mit unterschiedlich deutlichen schwarzen Einschlüssen und Strichelungen. Die Nackenfedern sind oft leicht verlängert. Kehle und Brust sind weiß. Vom Schnabel zieht sich ein schwarzes Band über die Augen zum Nacken. Der weiße Brustlatz geht mit weißgrau gefleckten Übergängen in das mehr oder weniger rein schwarze Rumpfgefieder über. Die Iris ist braun, der Schnabel ist schwarz und die Beine sind bleigrau.
Jungvögel sind blasser schwarzgrau gefärbt; die weißen Gefiederanteile der Adulten sind bei ihnen eher verwaschen weißgrau. Die Federn des Rücken- und Flankengefieders zeigen hellere Enden, sodass der Eindruck einer Schuppung entsteht.

### Stimme
Hauptruf ist ein scharfes gereihtes Ziiit-ziiit. Der Gesang ist ein zwar lautes, aber oft vom Rauschen des Wassers übertöntes melodiöses Gezwitscher mit eingebetteten Pfiffen, Trillern und gequetscht klingenden Lauten.

## Verbreitung und Lebensraum

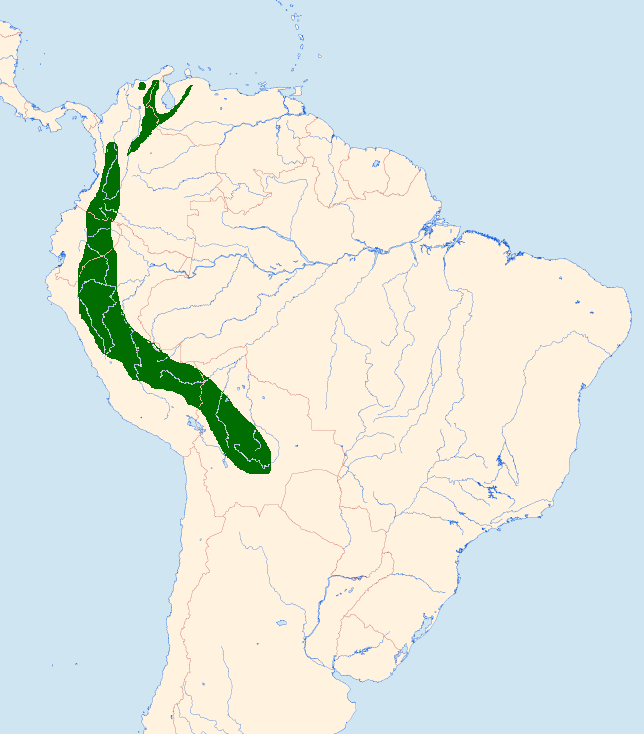
Verbreitungsgebiet der Weißkopf-Wasseramsel

Die Weißkopf-Wasseramsel kommt in einem schmalen Gürtel in den Anden und ihren Vorgebirgen von Venezuela südwärts über Kolumbien, Ecuador und Peru bis Bolivien vor.
In diesem Verbreitungsgebiet bewohnt sie Lebensräume entlang schnell fließender, klarer Gebirgsbäche und Flüsse, vor allem in Höhen von 1000 Metern bis 4000 Metern. Gelegentlich steigt sie auch bis zur Grenze des Páramo auf. Die Weißkopf-Wasseramsel ist weitgehend Standvogel.

## Nahrung und Nahrungserwerb
Die Nahrungszusammensetzung und der Nahrungserwerb dieser Art sind nur unzureichend erforscht. Wie alle Wasseramseln ernährt sich die Weißkopf-Wasseramsel ausschließlich carnivor. Hauptbestandteile ihrer Nahrung sind aquatisch lebende Wirbellose und solche Kleintiere, die auf umspülten Felsen, an Bach- oder Flusssäumen, im flachen Wasser sowie in der Ufervegetation vorkommen.
Im Gegensatz zu den eurasischen und nordamerikanischen Arten der Wasseramseln scheint die Weißkopf-Wasseramsel, zumindest soweit bisher beobachtet werden konnte, weder zu tauchen noch zu schwimmen. Sie pickt ihre Beutetiere auf Felsen und Steinen ab, sucht an den Gewässerrändern watend nach Nahrung oder liest Insekten von Blättern der Ufervegetation ab.

## Brutbiologie
Es liegen nur sehr wenige Informationen zur Fortpflanzung vor. Aus Ecuador wurden zwei Nester beschrieben: Eines lag in einer Spalte hinter einem kleinen Wasserfall, das andere in einer ähnlichen Lage in unmittelbarer Nähe eines Wasserfalls. Sie maßen im Durchmesser etwa 25 Zentimeter und bestanden aus einer äußeren, vor allem aus Moosen aufgebauten Schicht und einer inneren Nisthöhle aus trockenen Blättern, Rindenstücken, aber auch Plastikmaterial. In weiten Teilen des Verbreitungsgebietes kann es mit Nestern der Dickschnabel-Buschammer (Lysurus castaneiceps) verwechselt werden, die regional sympatrisch mit der Weißkopf-Wasseramsel vorkommt.
Das Gelege scheint in der Regel aus zwei, wahrscheinlich weißen Eiern zu bestehen. Die Brutperiode dürfte zwischen März und November liegen. Gelege wurden im März in Venezuela und im November in Bolivien gefunden. Gerade flügge Jungvögel wurden im Mai in Bolivien, im Juli in Peru und im Oktober in Kolumbien beobachtet. Über die Dauer der Brut- beziehungsweise Nestlingszeit liegen keine Informationen vor.

## Systematik
Die Weißkopf-Wasseramsel ist eine der fünf Arten der Gattung Cinclus innerhalb der Familie Cinclidae; gelegentlich wird diese auch als Unterfamilie (Cinclinae) der Fliegenschnäpper (Muscicapidae) aufgefasst. Zwei Arten sind in Eurasien, eine ist in Nordamerika und zwei sind in Südamerika beheimatet. Die verwandtschaftliche Stellung der Familie ist Gegenstand der Forschung. Stellte man sie früher auf Grund morphologischer und verhaltensbiologischer Ähnlichkeiten in die Nähe der Zaunkönige (Troglodytidae), nimmt man heute eher eine nähere Verwandtschaft mit den Drosseln (Turdidae) und Spottdrosseln (Mimidae) an.
Es werden drei gut differenzierte Unterarten anerkannt:
- Cinclus leucocephalus leucocephalus Tschudi, 1844[7] – Die Nominatform ist in den Anden Boliviens und Perus verbreitet. Bei ihr ist die Brust leuchtend weiß, auch das Scheitel- und Nackengefieder ist nur mit einzelnen schwarzen Streifen durchzogen. Das übrige Gefieder ist einheitlich tiefschwarz.
- C. l. leuconotus P. L. Sclater, 1858[8] – Diese im Norden des Verbreitungsgebietes, also in Venezuela, Kolumbien und Ecuador anzutreffende Unterart unterscheidet sich von der Nominatform stark: Die reinweißen Gefiederanteile erstrecken sich bis zum Bauch; auch das Gefieder in der Steißgegend ist nicht rein schwarz, sondern deutlich weißlich geflockt. Das weiße Kopfgefieder ist stark schwarz gestrichelt, die Weißanteile setzen sich bis auf den Mittelrücken fort. Das schwarze Rumpfgefieder wirkt fein weißlich liniert.
- C. l. rivularis Bangs, 1899[9] – Diese Unterart ist nur in einem kleinen, isolierten Gebiet im Norden Kolumbiens im Santa Marta-Gebirge anzutreffen. Die dunklen Gefiederteile sind nicht reinschwarz, sondern braunschwarz; die bei den übrigen Arten reinweiße Kehle ist auffällig schwärzlich gestrichelt.

## Bestand und Bestandsentwicklung
Es liegen keine aktuellen Bestandszahlen und Einschätzungen der Bestandsentwicklung vor. Laut IUCN gilt die Art zurzeit als nicht gefährdet. In weiten Teilen ihres Verbreitungsgebietes scheint die Weißkopf-Wasseramsel nicht selten zu sein. Offenbar reagiert sie jedoch sehr empfindlich auf Umweltveränderungen, vor allem auf Wasserverschmutzung. So ist sie in den letzten Jahren aus diesem Grund von einigen Brutplätzen in der Umgebung von Quito verschwunden.